# Schönegg (Górna Austria)
Schönegg – dawna gmina w Austrii, w kraju związkowym Górna Austria, w powiecie Rohrbach. Liczyła 540 mieszkańców (1 stycznia 2015). 1 stycznia 2018 została połączona z gminą Vorderweißenbach w powiecie Urfahr-Umgebung.